# Antahkarana
Antahkarana – organ wewnętrzny wcielonej duszy (dźiwa) w filozofii tradycji hinduistycznych, powstały z materii subtelniejszych niż stwarzające żywioły i zmysły. Jest agregatem, grupując kilka wyższych pierwiastków ontycznych, powstałych z tattw kosmicznych.

## Struktura

### Poczwórność
Antahkarana ćhatusztaja to organ złożony z czterech przynależnych indywiduum kategorii ontycznych, którymi są:
1. manas (umysł)
2. buddhi (inteligencja)
3. ahamkara (fałszywe ego)
4. ćitta

Taki pogląd na strukturę antahkarany reprezentują autorzy upaniszad.

### Troistość
Antahkarana traji to organ złożony z trzech przynależnych indywiduum kategorii ontycznych, którymi są:
1. manas (umysł)
2. ahamkara (fałszywe ego)
3. ćitta

Taki pogląd na strukturę antahkarany reprezentują daśany sankhja i joga. Tutaj buddhi (inteligencja) zawarta jest w ćittcie.

## Pochodzenie części
- Ćitta indywidualna (wjasti ćitta, przynależąca do dźiwy) – nieskończenie mała część ćitty kosmicznej (samaszti ćitty, powstałej z czystej mahat sattwy – części sattwicznej mahat tattwy)
- Buddhi indywidualna (wjasti buddhi) – nieskończenie mała część kosmicznej buddhi (samaszti buddhi, powstałej z czystego mahat radźasu – części radźasowej mahat tattwy)
- Ahamkara indywidualna (wjasti ahamkara) – nieskończenie mała część kosmicznej ahamkary (samaszti ahamkara) powstałej z czystego mahat tamasu (części tamasowej mahat tattwy). Ponieważ kosmiczna ahamkara jest trzech rodzajów (analogicznie do istnienia trzech gun), to ahamkara indywidualna występuje jako trzy ich pochodne produkty.